# 1990년 롯데 자이언츠 시즌
1990년 롯데 자이언츠 시즌은 롯데 자이언츠가 KBO 리그에 참가한 9번째 시즌이다. 
김진영 감독이 1989년 11월 2일부터 2년 계약 형식으로 부임했으나  시즌 초반 한때 상위권을 질주했지만 팀 순위 다툼이 치열해지자 당초 구상과는 달리 중반 이후부터 서서히 등판시키겠다던 박동희를 선발-마무리 할 것 없이 마구잡이로 투입시켰고 이 때문에 정작 승부처인 후반기 이후부터 힘을 쓰지 못하여 성적 부진으로 중도 해임되고, 도위창 감독 대행이 잔여 시즌 동안 팀을 맡았으며 안창완 등 좌완투수가 2선발승 이상 올리지 못했는데  그나마 롯데 등 1983년 1988년 1989년 1990년에는 모든 팀 좌완투수 두자릿수 선발승 투수가 전무했다.
그 결과 팀은 7팀 중 정규시즌 6위에 그쳐 포스트시즌 진출에 실패했으나 김시진이 4월 25일 잠실 OB전 완봉승으로 역대 최초 개인통산 100선발승 투수가 되기도 했다.

## 타이틀
- 올스타 선발: 박동희 (투수), 김민호 (1루수), 한영준 (3루수)
- 올스타전 추천선수: 김청수, 한문연, 김응국
- 미스터올스타: 김민호
- 사구: 한영준 (12)

## 선수단
- 선발투수 : 김청수, 김시진, 윤학길
- 구원투수 : 서호진, 이상번, 노상수, 안창완, 김종석, 전용권, 김창기, 김도형, 이상구, 장태수, 이지환, 윤동배
- 마무리투수 : 박동희, 서정용, 박동수, 강민기
- 포수 : 한문연, 김선일, 전종화, 김용운, 전봉석, 고정식
- 1루수 : 김민호, 임경택, 유두열, 박상국
- 2루수 : 박영태, 현남수, 정구선
- 유격수 : 공필성, 손길호, 오대석
- 3루수 : 한영준, 이재성
- 좌익수 : 김응국, 김상우, 김재상
- 중견수 : 최계영, 허규옥
- 우익수 : 김병수, 조성옥, 이종운
- 지명타자 : 장효조, 유충돌, 김종헌, 박태호, 이동채, 정국헌

## 여담
- 김청수는 7월 6일 빙그레 이글스와의 경기에서 KBO 리그 역대 최초의 1구 승리투수가 되었다.
- 정구선은 이 시즌을 끝으로 은퇴했는데, 통산 769경기에 출전하여 KBO 리그 역대 통산 3000타석 이상 소화한 은퇴한 타자 중 가장 출전 경기 수가 적다. 또한 통산 BABIP 0.252로 최저 기록을 세웠다.
- 김시진은 4월 25일 잠실 OB전 완봉승으로[5] 역대 최초 개인통산 100선발승 투수가 됐다.
- 김창기는 9월 2일 삼성 라이온즈와의 경기에 등판했으나 아웃카운트를 하나도 잡지 못하고 볼넷만 2개를 허용한 후 강판되었다. 다만 결과적으로 실점은 하지 않았고, 이 등판이 김창기의 프로 통산 유일한 등판이 되어 김창기는 KBO 리그 사상 최초로 단일 시즌 0이닝 0실점 겸 통산 0이닝 0실점을 기록한 투수가 되었다.
- 박동희는 후반기 71개의 볼넷을 허용해 KBO 리그 단일 시즌 후반기 최다 기록을 세웠다.
- 박동희는 규정 이닝을 채운 투수 중 KBO 리그 역대 단일 시즌 최고 파워-기교 지수를 기록했다.

## 같이 보기
- 1991년 롯데 자이언츠 시즌